# HD 186760
HD 186760，又名BD+57 2057，SAO 31923、HR 7522，是一颗恒星，视星等为6.22，位于銀經90.39，銀緯16.33，其B1900.0坐标为赤經19h 41m 17.6s，赤緯+57° 16.33′ 40″。